# Operación White Giant
La Operación White Giant (en español: Operación Gigante Blanco) fue una ofensiva militar de marzo a abril de 1965 llevada a cabo por las fuerzas de la República Democrática del Congo y sus  para retomar el noreste de la Provincia Oriental de manos de los insurgentes durante la Rebelión Simba. La operación logró sus objetivos, cortando el suministro a los rebeldes Simbas por parte de sus aliados en Uganda y Sudán.

## Antecedentes
Tras su independencia en 1960, la República del Congo se convirtió en objeto de una serie de agitaciones políticas y conflictos denominados colectivamente "Crisis del Congo". En 1964, los insurgentes llamados Simbas lanzaron una gran rebelión en las regiones orientales, infligiendo grandes pérdidas al Armée Nationale Congolaise (ANC), el ejército nacional. El presidente Joseph Kasa-Vubu nombró a Moïse Tshombe nuevo primer ministro para resolver la crisis.  Tshombe había liderado previamente el Estado separatista de Katanga, cuyas fuerzas armadas estaban formadas por la Gendarmería Katangese y mercenarios de apoyo. 

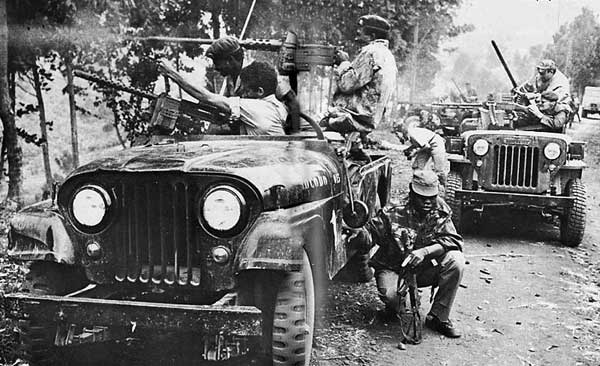
Soldados del ANC, incluidos mercenarios blancos y negros, en combate con los rebeldes de Simba.

Después del fracaso de las negociaciones con los Simbas, Tshombe reclutó a un gran número de ex-gendarmes y mercenarios para apoyar al ANC. Estas tropas fueron dirigidas por Mike Hoare y organizadas como unidades llamadas "Comandos",  confiando en la velocidad y la potencia de fuego para superar en armas y maniobras a los insurgentes. Fuerzas de seguridad reforzadas lograron detener el avance de los Simbas. A finales de 1964, el gobierno congoleño y sus aliados, incluidos Bélgica y Estados Unidos, organizaron una gran contraofensiva contra los rebeldes Simba. Esta campaña resultó en la reconquista de varios asentamientos en el noreste del Congo, sobre todo Stanleyville. Los mercenarios jugaron un papel importante en la ofensiva, reforzando su reputación y haciendo que Tshombe extendiera sus contratos y reclutara a más de ellos.
En enero de 1965, Hoare fue ascendido a teniente coronel por el general Joseph-Desiré Mobutu, jefe de Estado Mayor del ANC. Al líder mercenario también se le encomendó la tarea de retomar la región al oeste del lago Alberto. Para ello se le confió el mando de una zona militar denominada "Operación Noreste" en la provincia Oriental. Hoare, asistido por otros dos comandantes mercenarios, a saber, el capitán John Peters y el mayor Alastair Wicks, ideó posteriormente un plan para una ofensiva con el nombre en código "White Giant", ya que los mercenarios eran apodados localmente como "gigantes blancos". La operación comenzaría en Bunia, una ciudad situada a orillas del lago Alberto y todavía controlada por el gobierno. Alrededor de 970 soldados fueron asignados a la campaña, equipados con vehículos blindados y morteros Ferret. El contingente de Hoare también contaba con el apoyo encubierto de la CIA de Estados Unidos, incluidos exiliados cubanos que pilotaban aviones militares y eran llamados colectivamente "Makasi".
El objetivo general de la Operación White Giant era cortar las líneas de suministro extranjeras de los Simbas desde Uganda y Sudán. Varios Estados extranjeros, incluida Cuba, han utilizado estos dos países para canalizar ayuda a los insurgentes simba. Según se informa, un comunista afrocubano, con el nombre de guerra "Gombe", incluso comandaba las fuerzas Simba en la región fronteriza.

## Operación

Provincia Oriental (roja) dentro de la República Democrática del Congo.

El 15 de marzo de 1965, el 5º Comando del ANC inició la Operación White Giant con la Operación Kingfisher, más pequeña. En este esfuerzo inicial, entre 58 y 59 mercenarios liderados por Roy Larsen capturaron el puerto de Mahagi en un ataque marítimo utilizando barcos pesqueros en el lago Alberto. Mientras tanto, las tropas gubernamentales restantes ("Force Whiskey") atacaron Mahagi por tierra, llevándose a Nioka por el camino. A pesar de la importante resistencia rebelde, la Force Whiskey capturó a Mahagi y reforzó las tropas de Larsen antes de que fueran aplastadas. Sin embargo, los soldados del ANC fueron rápidamente atacados por soldados del cercano ejército de Uganda. En medio de estos enfrentamientos, alrededor de 200 rebeldes huyeron a Uganda.
Posteriormente, las tropas gubernamentales comenzaron a avanzar desde Nioka-Ngote hacia Aru, Aba y Faradje. Estos asentamientos fronterizos sirvieron como principales centros de suministro y refuerzo de los rebeldes. En este avance, las fuerzas gubernamentales se organizaron en tres columnas: el 5º Comando en el centro, el 14º Comando (principalmente katangese) bajo el mando de Christian Tavernier en el flanco izquierdo, y la "Fuerza John-John" bajo el mando de Peters en el flanco derecho. Se reclutó como guías a unos 100 lugareños partidarios del ANC.  Primero, las tres columnas atacaron Golu; Tras superar algunas defensas avanzadas de Simba, la ciudad fue tomada sin apenas esfuerzo. Luego, Hoare envió tropas bajo el mando del Mayor Wicks y el Capitán Peters para capturar Djalasiga y Kerekere respectivamente, una tarea que ambos cumplieron.
Posteriormente, el 14º Comando tomó Aru por asalto, destruyendo el puente local a Uganda. El armamento rebelde y los documentos capturados por las fuerzas gubernamentales en Aru confirmaron que el ejército de Uganda suministraba a los insurgentes locales a cambio de oro de las minas regionales. También encontraron armas de fabricación china. Entonces la Fuerza John-John atacó Aba. Este último lugar, a pesar de albergar un cuartel general rebelde, fue abandonado por los Simbas sin luchar. Las tropas gubernamentales se apoderaron de armamento abandonado en Aba y descubrieron pruebas de que asesores sudaneses y egipcios habían estado presentes anteriormente en el cuartel general de los insurgentes.  Las tropas de Hoare persiguieron a los rebeldes a través de la frontera con Sudán, eliminando el "santuario" rebelde local. El gobierno sudanés, cansado de la presencia de Simba en su territorio, no protestó contra esta violación fronteriza.  Al regresar al Congo, Hoare ordenó la destrucción de un puente que unía Aba con Sudán el 11 de mayo.  Luego envió las fuerzas de Wicks y el 14º Comando para capturar a Faradje. Así, en cuestión de días, las tropas gubernamentales cortaron las importantes rutas de suministro de los insurgentes en el noreste. 
En este punto, comenzó la segunda fase de la Operación White Giant, con el objetivo de retomar las principales ciudades restantes del noreste de la Provincia Oriental. El 24 de mayo, las fuerzas de Hoare procedieron a capturar Dungu, apoyadas por las fuerzas de Makasi. Basado en relatos de Hoare y otros mercenarios, el investigador Anthony Rogers afirmó que las fuerzas gubernamentales atacaron primero a Watsa, seguidas por Dungu y Niangara. Por el contrario, Frank Villafana se refirió al diario de vuelo del exiliado cubano y piloto de la CIA Luis Fernández Ardois-Anduz, según el cual las tropas gubernamentales capturaron a Dungu antes que Watsa. Es posible que Niangara cayera en manos de las fuerzas gubernamentales aproximadamente al mismo tiempo. Según Villafaña, las fuerzas gubernamentales tomaron Niangara en junio como parte de la Operación Violettes Imperiales . Luego, las fuerzas gubernamentales avanzaron hacia Watsa, donde se encontraban importantes minas de oro. Sin embargo, para atacar Watsa, tuvieron que cruzar un puente controlado por Simba sobre el río Kibali; que estaba defendida por una guarnición insurgente local de alrededor de 1.200 militantes. Para facilitar el avance, Hoare pidió a los makasi apoyo aéreo de la CIA, que respondió enviando cuatro T-28 y dos B-26K para bombardear tanto el puente como la localidad, provocando la huida de los insurgentes. Villafana afirma que al menos un avión de la CIA fue derribado durante la Operación White Giant, falleciendo en combate su piloto, Fausto I. Gómez. Sin embargo, Gómez fue asesinado el 17 de diciembre de 1964, meses antes de que comenzara la Operación White Giant. Las tropas gubernamentales atacaron Watsa el 29 de mayo. Después de retomar Watsa, las fuerzas de seguridad ejecutaron entre 50 y 60 Simbas capturados en venganza por una masacre cometida por los rebeldes en la ciudad en noviembre anterior. La Operación Gigante Blanco concluyó así tras siete semanas de combate.

## Consecuencias
La Operación White Giant logró cerrar rutas de suministro rebeldes clave en el noreste, aunque permaneció una presencia rebelde significativa en la zona. Los insurgentes simba lanzaron una serie de contraataques en la zona durante las semanas siguientes, aunque no pudieron recuperar ningún asentamiento importante. La siguiente ofensiva gubernamental, denominada Operación Violettes Imperiales, se lanzó el 29 de mayo de 1965. La Operación White Giant fue una de las principales campañas de 1965, que efectivamente rompió la resistencia de los rebeldes Simbas, a pesar de la persistencia de fuerzas insurgentes dispersas después de 1965.